# Марокино (напитка)
Марокѝно (на италиански: Marocchino), наричано още Ветрѝно (vetrino) в Пиемонт и Венеция (Venezia) в Реджо Калабрия, е италианска напитка, приготвена от кафе, бито мляко и какао, сервирана в италианските кафенета. Напитката е широко разпространена в цяла Италия.

## Произход
Тази напитка не идва направо от кафето, а от бицерина на Кавур – традиционна торинска гореща безалкохолна напитка от смес от кафе, шоколад и млечен крем, подсладени със сироп, така че не може с основание да се счита за капучино в намален размер с добавяне на какао.
Марокиното е родено в град Алесандрия, Северна Италия в средата на 20 век, по-точно в историческото кафене „Карпано“, разположено пред магазин на добре познатата марка шапки „Борсалино“. Името му идва от цвета на вид кожа, използвана като лента за шапки, много популярна в Мароко през 1930-те години.

## Приготвяне
С появата на първите машини под налягане и като еволюция на Бицерина на Кавур марокиното се приготвя с основа от кафе еспресо, черен шоколад на прах и бито мляко на крем.
Има много варианти на оригиналната рецепта. Обикновено стъклената чаша първо се поръсва с какао на прах, след това с млечна пяна и еспресо, като отгоре се поръсва второ какао. Може да се сложи първо кафето, след това битото мляко и накрая шоколадът. Има и случаи, когато дъното на чашата първо се поръсва с какао или пък със сметана вместо бито мляко, такива, при които се слага първо битото мляко и след това всичко останало, или случаи, в които се добавя горещ шоколад към всичко.